# Estádio Municipal Adhemar de Barros
O Estádio Municipal Adhemar de Barros mais conhecido por Adhemarzão, é um estádio de futebol localizado na cidade de Araçatuba, no estado de São Paulo, tem capacidade para cerca de 15.000 espectadores e foi pré-inaugurado em 23 de julho de 1939, mas foi inaugurado oficialmente em 3 de agosto de 1940 e terminado em 1942.

## História
O estádio municipal Ademar de Barros foi inaugurado em 1939 com 15 mil lugares. Nessa viagem a Araçatuba do interventor Adhemar de Barros para a inauguração, morreu em acidente de avião o médico e político Cussy de Almeida, cujo nome foi emprestado a uma importante rua de Araçatuba.
Em 1967 que a prefeitura o remodelou por completo, para que o Ferroviário pudesse continuar disputando o Campeonato Paulista de Futebol.
A pista do estádio já foi usado nos Jogos Abertos do Interior dos anos de 1979, 1984, 1990 e 1998.
Em 1995, foi construída uma nova pista para a prática da modalidade de atletismo. Em 1998, foi construído um novo lance de arquibancadas para que Araçatuba fosse sede dos Jogos Abertos do Interior.
A última reforma geral do estádio foi entre 2014 e 2016, onde toda a infraestrutura foi modernizada, tais como: arquibancadas, banheiros e hidráulica, gramado e alambrados, cabine primária elétrica e reservatório de água. Em 17 de abril de 2016, houve um jogo comemorativo para a reinauguração.

### Clubes que já utilizaram o estádio
- São Paulo de Araçatuba
- Ferroviário
- Assistência
- Tião Maia
- Araçatuba Futebol Clube
- Atlético Esportivo Araçatuba
- Associação Esportiva Araçatuba
- Araçatuba Touros Football (Equipe de Futebol Americano)